# Panneau de signalisation routière de direction en France

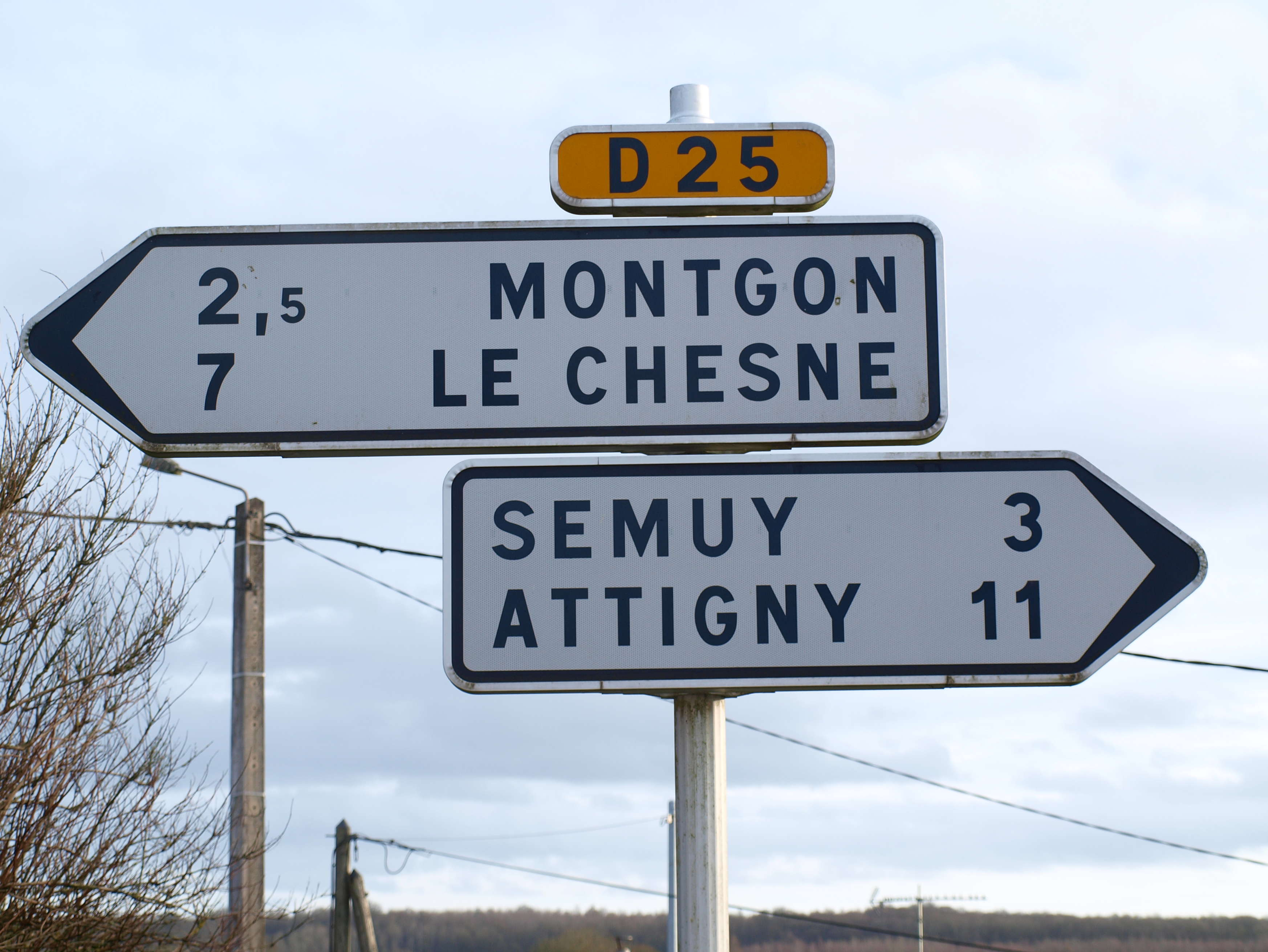
Panneaux de signalisation routière de direction en France.

La signalisation routière de direction en France vise à donner aux usagers de la route les informations suffisantes pour, d’une part se rendre d’un point à un autre, tant dans le cadre d’un trajet sur une longue distance que pour un trajet entre lieux proches et, d’autre part, à un carrefour donné, de se situer par rapport aux localités les plus proches.

## Schémas directeurs de signalisation
Un lieu générateur de trafic est dénommé « pôle ». Une agglomération, une zone d’activités ou industrielle sont des pôles.

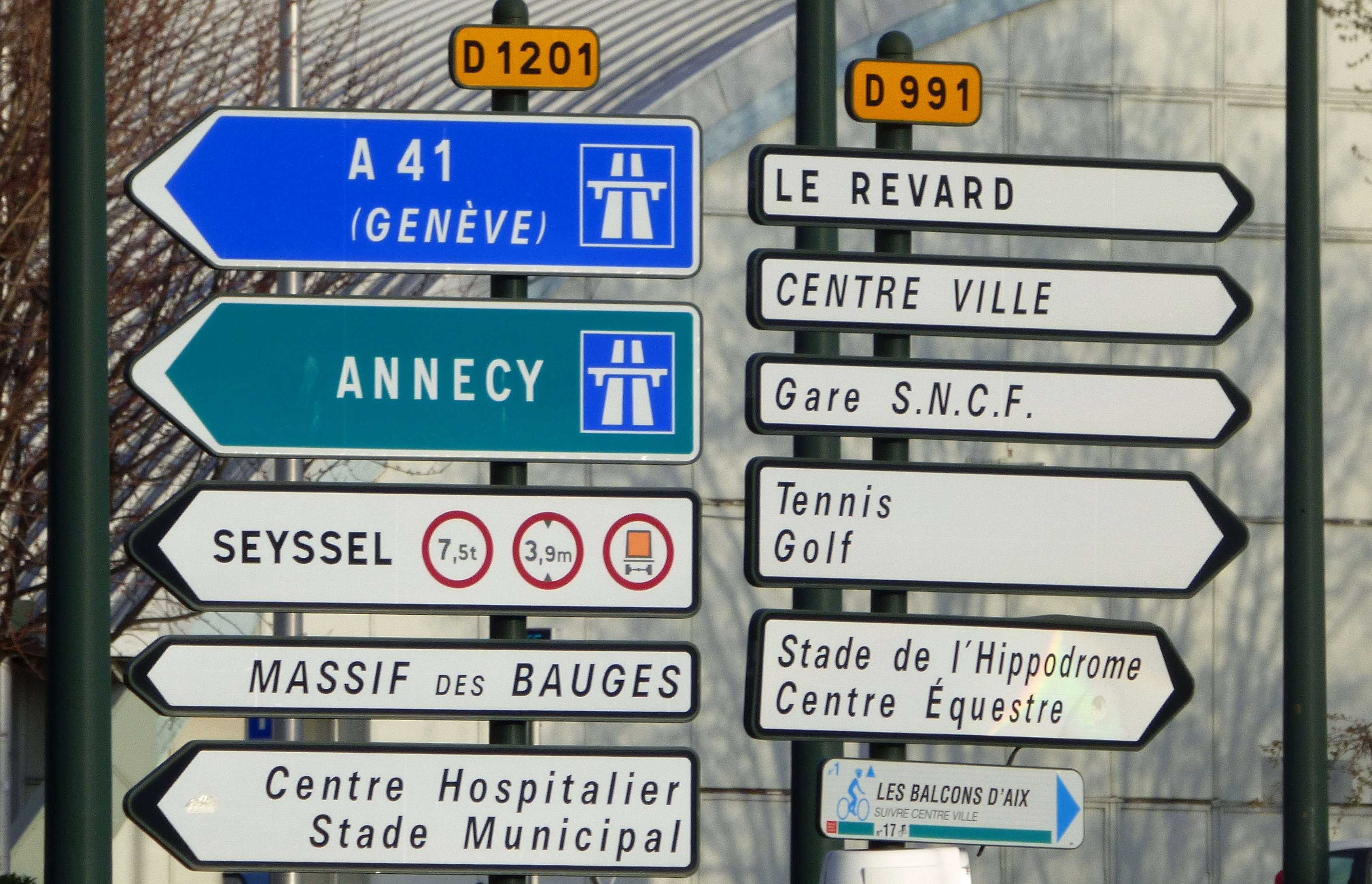
Panneaux de direction D21b à un carrefour giratoire. L'agglomération d'Annecy constitue ici un pôle (de type 4).

Les grandes agglomérations et autres pôles générateurs d’importants trafics sont classés pôles verts par le ministre chargé des transports. Sur la base de cette liste les itinéraires définis peuvent être classés « liaisons vertes » afin de relier entre eux les pôles verts. 
Un schéma directeur national, constitué par la liste précitée et les cartes des liaisons vertes, est approuvé par le ministre chargé des transports.

Il existe, au sein de l'hexagone, environ 380 pôles verts, reliés par environ 40 000 km de routes, tous types confondus.
Ce schéma directeur national de signalisation directionnelle (SDNSD) sert de référence à l'établissement de tous les autres schémas directeurs départementaux, d'itinéraire, intercommunaux ou communaux.
Tout panneau de signalisation de direction doit être conforme au schéma directeur de signalisation de la zone dans laquelle il est implanté : le schéma directeur départemental de signalisation en rase campagne s’il est en milieu interurbain ou le schéma communal ou intercommunal s'il est en milieu urbain. Ces schémas doivent eux-mêmes être cohérents avec le schéma directeur national de signalisation.
Les règles techniques concernant l’établissement des schémas directeurs de signalisation de direction et des projets de définition des signaux sont fixées par instructions interministérielles prises par le ministre chargé des transports et par le ministre de l’intérieur.

## Types de panneaux

Les différents types de panneau de signalisation de direction.

Il existe dix types de panneaux de signalisation de direction.
- Panneaux de position de type D20 : Ils indiquent la direction à suivre et la distance à parcourir et sont placés dans le carrefour de telle manière que la manœuvre éventuelle soit effectuée devant le panneau.
- Panneaux de signalisation avancée de type D30 : Ils signalent l’endroit où l’usager doit commencer sa manœuvre pour s’orienter vers la direction indiquée par la flèche portée sur le panneau. Ces panneaux comportent une flèche de sortie oblique dirigée vers le haut ou vers le bas.
- Panneaux de signalisation avancée d’affectation de voie de type Da30 : Ils indiquent à l’usager passant sous le panneau qu’il se trouve sur la voie correspondant à la direction suivie.
- Panneaux de présignalisation de type D40 : Ils annoncent les directions desservies à la prochaine bifurcation, au prochain échangeur ou au prochain carrefour. Ils annoncent également les villages étape, aires de repos et péages.
- Panneaux de présignalisation d’affectation de voies de type Da40 : Ils matérialisent l’endroit où l’usager doit effectuer son choix pour emprunter la ou les voies qui le concerne.
- Panneaux d’avertissement de type D50 : Ils sont destinés à alerter l’usager de la proximité d’un échangeur ou d’une bifurcation autoroutière.
- Panneaux d’avertissement avec affectation de voies de type Da50 : Ils sont destinés à alerter l’usager de l’affectation des voies à proximité d’une bifurcation ou d’un échangeur.
- Panneaux de confirmation de type D60 : Ils confirment les mentions desservies par la route sur laquelle ils sont implantés et leurs distances.
- Panneaux de signalisation complémentaire de type D70.
- Signalisation du caractère payant de certaines autoroutes ou certains ouvrages : Lorsque le mot « péage » est utilisé en complément des mentions signalées, il est inscrit dans un encart.

## Couleurs des panneaux

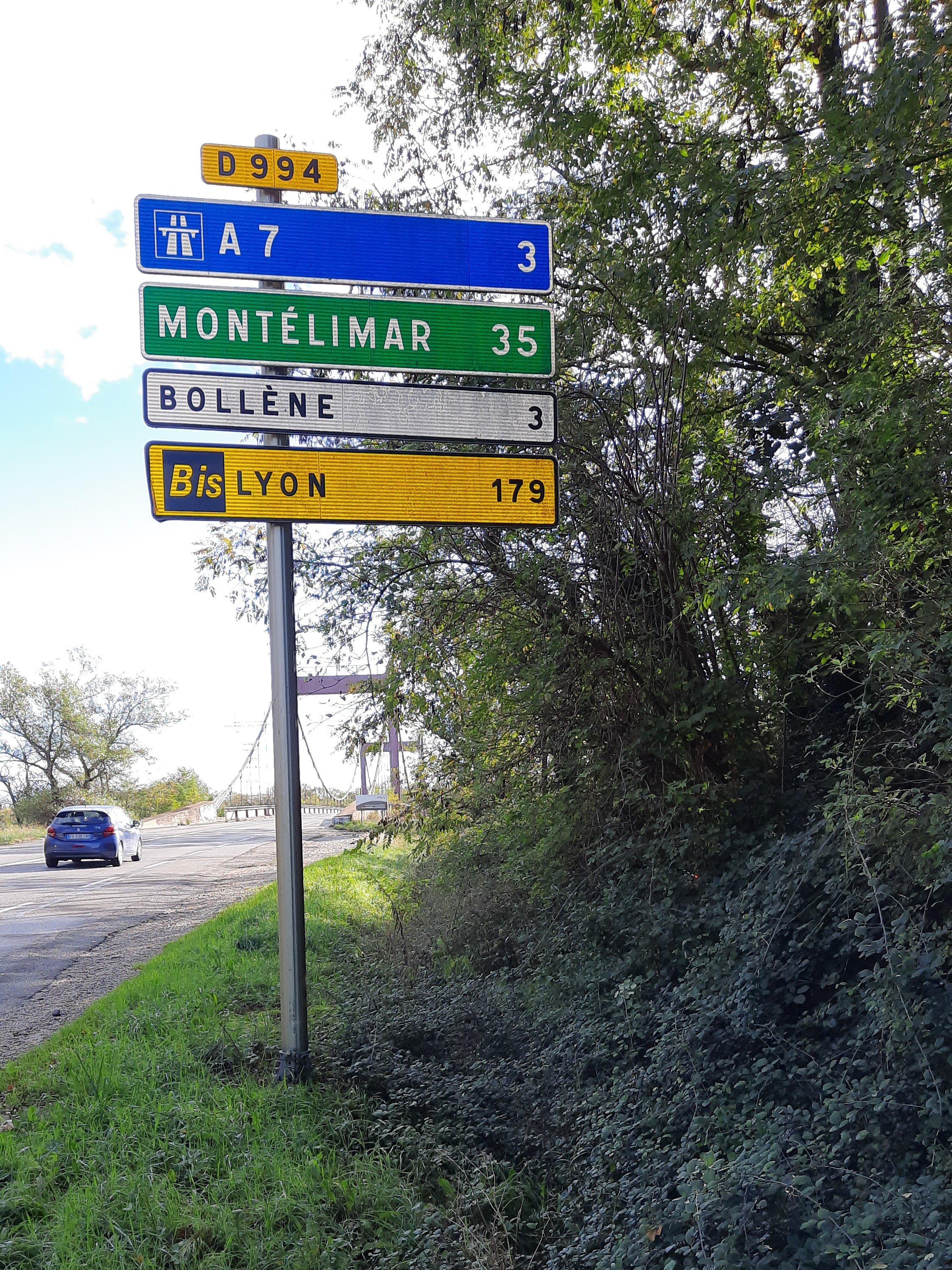
Panneau D61a bleu, vert, blanc et jaune.

Les couleurs de fond utilisées en signalisation de direction sont définies en fonction, soit de l’importance des mentions desservies et du réseau emprunté, soit du caractère temporaire des indications de direction. Le blanc est la couleur de base, et dès qu'il s'agit de signaler des pôles verts ou que la liaison emprunte le réseau autoroutier, les fonds vert et bleu s'imposent.

### Vert
Le vert est utilisé pour la signalisation des pôles verts (agglomérations et autres pôles générateurs de trafic qui figurent sur la liste arrêtée à cet effet par le ministre chargé des transports) sur les itinéraires qui ont été définis pour les relier entre eux.

### Bleu
Le bleu est utilisé :
- sur le domaine autoroutier, pour toutes les mentions desservies par l’autoroute ;
- sur le domaine routier, à partir du carrefour de point de choix entre la route et l’autoroute à péage, pour toutes les mentions desservies par l’autoroute ;
- sur le domaine routier, pour les panneaux de rabattement vers l’autoroute.

### Blanc
Le blanc est utilisé dans les autres cas.

### Jaune
Le jaune est utilisé pour des indications de direction à caractère temporaire ou d’exploitation. Ces panneaux à fond jaune sont toujours placés sous le dernier panneau ou registre sauf s’il existe des flèches d’affectation ou des dessins d’embranchement. Dans ce cas, la mention est inscrite dans un encart placé sous la dernière mention du panneau.
Les panneaux à fond bleu ou vert comportent des inscriptions et des listels blancs.
Les panneaux à fond blanc ou jaune comportent des inscriptions et des listels noirs.

## Inscriptions
Lorsque les indications correspondent à des mentions portées sur les panneaux de type EB (entrée ou sortie d’agglomération), les inscriptions sont en caractères droits majuscules (L1 ou L2). Dans les autres cas les inscriptions sont en caractères italiques (L4).
Les caractères droits majuscules (L2) ou italiques blancs (L4) sont utilisés sur les panneaux ou les cartouches à fonds foncés (bleu, vert ou rouge).
Les caractères droits majuscules (L1) ou italiques noirs (L4) sont utilisés sur les panneaux ou les cartouches à fond clair (blanc ou jaune).

Attention, une mauvaise habitude a été prise par les projeteurs, contre les règles du français et surtout à l'encontre de la lisibilité des mentions, de ne pas mettre de majuscule aux noms communs situés en début de mention. On peut ainsi lire sur nos routes, par exemple, "région de ..." : le corps du "R" manquant à la lecture spontanée de la mention.

## Sources
- Arrêté du 24 novembre 1967 modifié relatif à la signalisation des routes et des autoroutes.
- Instruction interministérielle sur la signalisation routière du 22 octobre 1963 modifiée.
- Instruction interministérielle du 22 mars 1982 relative à la signalisation de direction.